# Caturaí
Caturaí es un municipio brasilero del estado de Goiás. Su población estimada en 2009 era de 6.000 habitantes.
Anualmente ocurre en la plaza central, su mayor fiesta, la del arroz, que es una dedicación a la plantación comunitaria.